# Cubalhão
Cubalhão era una freguesia portuguesa del municipio de Melgazo, distrito de Viana do Castelo.

## Historia
Antiguamente pertenecía al antiguo municipio de Valadares hasta su supresión en 1855. 
Fue suprimida el 28 de enero de 2013, en aplicación de una resolución de la Asamblea de la República portuguesa promulgada el 16 de enero de 2013 al unirse con la freguesia de Parada do Monte, formando la nueva freguesia de Parada do Monte e Cubalhão.